# Гимн Молдавской ССР
Гимн Молдавской ССР, молд. Имнул РСС Молдовенешть) — композиция «Молдова Советикэ» («Советская Молдавия») — государственный гимн Молдавской ССР (МССР), с 1945 года по 1991 год.

## История
После образования Советского Союза с 1922 года по 1944 год в качестве государственного гимна в Союзе ССР использовался «Интернационал». После образования МССР был создан государственный гимн Молдавской республики.
Авторы слов — Е. Н. Буков и Иван Бодарев. Авторы музыки — С. Т. Няга и Э. Лазарев.

## Первая версия (1945—1953)
Разработка гимна началась в 1943 году. Варианты стихов были представлены такими поэтами как Эмиль Самойлэ, Леонид Корняну и Ливиу Деляну.

### История открытия
3 февраля 2016 года группа пользователей Youtube под никами kingworld30, DeroVolk, slevisham, wolf_ и YuusukeOnodera, объединившихся в так называемую Комиссию имени Штефана Няги (англ. Ştefan Neaga Commission, исп. Comisión Ştefan Neaga), объявила, что текст Гимна Молдавской ССР, который был официально признан в период с 1945 по 1980 годы, найден. Причиной поиска стало явное несоответствие музыки записи гимна со словами, принятыми после 1980 года (Академическая хоровая капелла «Дойна», хор Гостелерадио Молдавской ССР, Симфонический оркестр Молдавской государственной филармонии) музыке, записанной Духовым оркестром Министерства Обороны СССР в 1968 году. В ней было 3 куплета с трижды повторяющимся припевом (что было традиционной схемой написания гимнов союзных республик СССР), в то время как с 1980 года гимн имел 3 независимых части. Более того, в январе 2016 года было обнаружено, что в рекламе выставки «13 лет сталинизма» (рум. 13 ani de stalinism), организованной молдавским политическим деятелем Валериу Пасатом, звучит начало гимна, но с несколько другими словами. Несколько позже в каталоге Национальной библиотеки Республики Молдова была обнаружена первая нотная страница песни, датируемая 1947 годом. В названии числится следующее: «Imnul Republicii Sovetice Socialiste Moldoveneşti: „Moldova cu doine străbune pe plaiuri…“: Pentru cor şi pian» (рус. Гимн Молдавской Советской Социалистической Республики: "Молдова с древними дойнами на своих землях...": Для хора и фортепиано").

### Официальный текст (1945—1953)
| Молдавский язык (кириллица) | Молдавско-румынская латинизация | Перевод на русский язык |
| --- | --- | --- |
| I - Молдова ку дойне стрэбуне пе плаюрь, - Ку поамэ ши пыне пе дялурь ши вэй. - Луптынд ку-ажуторул Русией мэреце, - А врут неатырнаря пэмынтулуй ей.             | I - Moldova cu doine străbune pe plaiuri, - Cu poamă şi pâne pe dialuri şi văi. - Luptând cu-ajutorul Rusiei măreţe, - A vrut neatârnarea pământului ei.          | I - Молдова с древними дойнами на своих землях, - С виноградом и хлебом на холмах и долинах. - Борясь с помощью великой России, - Она хотела независимости своей земли. |
| РЕФРЕН: - Славэ ын вякурь, Молдовэ Советикэ, - Креште ку алте републичь сурорь, - Ши ку драпелул Советик ыналцэ-те, - Каля сэ-ць фие авынт креатор.               | REFREN: - Slavă în veacuri, Moldovă Sovietică, - Creşte cu alte republici surori, - Şi cu drapelul Sovietic înalţă-te, - Calia să-ţi fie avânt creator.           | ПРИПЕВ: - Славься в веках, Советская Молдова, - Развивающаяся с другими братскими республиками, - И с Советами твой флаг поднимается, - Для развития и созидания.       |
| II - Пе друмул луминий ку Ленин ши Сталин, - Робия боерилор крунць ам ынвинс. - Пе ной дин избындэ 'н избындэ ынаинте, - Не дуче слэвитул партид комунист. РЕФРЕН | II - Pe drumul luminii cu Lenin şi Stalin, - Robia boierilor crunţi am învins. - Pe noi din izbândă-n-izbândă înainte, - Ne duce slăvitul partid comunist. REFREN | II - Идя по светлому пути с Лениным и Сталиным, - Мы победили рабство жестоких дворян. - От победы к победе - Нас ведёт славная Коммунистическая партия. ПРИПЕВ         |
| III - Ын армия ноастрэ, Луптынд витежеште, - Пе душманий цэрий ый вом бируи, - Ши 'н маря фамилие а Униуний, - Молдова Советикэ 'н вечь а 'нфлорь. РЕФРЕН         | III - În armia noastră, luptând vitejeşte, - Pe duşmanii ţării îi vom birui, - Şi-n marea familie a Uniunii, - Moldova Sovietică-n veci a-nflori. REFREN          | III - С нашей армией, борющейся доблестно, - Мы преодолеем врагов страны, - И в большой семье Союза, - Советская Молдавия всегда будет процветать. ПРИПЕВ               |

## Обновлённый гимн
Из нового текста гимна Советской Молдавии было исключено упоминание Сталина. Таким образом, новый гимн повторил судьбу общесоюзного гимна, для которого Сергей Михалков ещё в 1970 году подготовил десталинизированный текст. Одновременно заметно изменилась музыка, которую переработал композитор Эдуард Лазарев, оставивший в гимне неизменным начало авторства Штефана Няги.

### Официальный текст (1980—1991)
| Молдавский язык (кириллица) | Молдавско-румынская латинизация | Перевод на русский язык |
| --- | --- | --- |
| - Молдова Советикэ, плаюл ностру’н флоаре - Алэтурь де алте републичь сурорь. - Пэшеште ымпреунэ ку Русия маре - Спре ал Униуний сенин виитор.     | - Moldova Sovietică, plaiul nostru’n floare - Alături de alte republici surori. - Pășește împreună cu Rusia mare - Spre al Uniunii senin viitor.     | - Молдова Советская, край наш цветущий, - В единой семье республик-сестер - С Великой Россией вместе шагает - К светлому грядущему Союза.                 |
| - Дойна ынфрэцирий прослэвеште Цара, - Ку ынцелепчуне кондусэ де Партид. - Кауза луй Ленин — каузэ мэряцэ — - O ынфэптуеште попорул стрынс унит.   | - Doina înfrățirii proslăvește Țara, - Cu înțelepciune condusă de Partid. - Cauza lui Lenin — cauză măreață — - O înfăptuiește poporul strâns unit.  | - Дойна единенья славит нашу Отчизну, - Ведомую мудро Партией могучей. - Дело Ленина, великое дело, - В жизнь воплощает сплоченный народ.                 |
| - Славэ ын вякурь, ренэскут пэмынт! - Мунка сэ-ць фие креатор авынт! - Ши комунизмул — цел нестрэмутат — - Ыналцэ-л прин фапте пентру феричиря та! | - Slavă în veacuri, renăscut pămînt! - Munca să-ț’ fie creator avînt! - Și comunismul — țel nestrămutat — - Înalță-l prin fapte pentru fericirea ta! | - Славься в веках, земля возрожденная! - Труд твой да будет творческим порывом! - И коммунизм, цель непоколебимую, - Воздвигай делами для счастья своего! |